# رخمبائی
رخمبائی (انگلیسی: Rukhmabai) زادهٔ ۲۴ نوامبر ۱۸۶۴ و در گذشته به تاریخ ۲۵ سپتامبر ۱۹۵۵م، یک پزشک و فمینیست هندی بریتانیایی بود.
 او بیشتر به عنوان یکی از اولین پزشکان زن در هند مستعمره و همچنین درگیر شدن در یک پروندهٔ حقوقی مهم مربوط به ازدواجش در کودکی بین سال‌های ۱۸۸۴ و ۱۸۸۸م، شناخته می‌شود. این پرونده حقوقی بحث‌های متعددی در زمینهٔ فمینیسم و اصلاحات اجتماعی در هر دو کشور هندوستان تحت استعمار و بریتانیا برانگیخت. بحث‌هایی که در تاریخ ۱۹ مارس سال ۱۸۹۱م، به نوبت خود، نهایتاً مونجر به تصویب قانونی شد که طبق آن حداقل سن آمیزش جنسی از روی رضایت، برای همه دختران، چه ازدواج کرده باشند یا نه، در هند مستعمره از ۱۰ سال به ۱۲ سال افزایش یافت.

## پیشینه

### کودکی و اوایل جوانی
رخمبائی دختری بود که سال ۱۸۶۴م، در یک خانواده از مردم مراتی در هندوستان متولد شد. پدرش را در دو سالگی از دست داد. از آنجایی که مادرش به کاستی تعلق داشت که ازدواج مجدد برای زنان بیوه درآن مجاز بود، ۶ سال پس از درگذشت پدرش، بار دیگر مادرش با یک پزشک سرشناس و فعال اجتماعی از اهالی بمبئی ازدواج کرد.

اما چندین سال پیش از درگذشت مادر، رخمبائی که بیش از ۱۱ سال نداشت با یکی از جوانان ۱۹ ساله اقوام خویش ازدواج کرده بود. تازه داماد برخلاف هنجارهای اجتماعی آن زمان، در خانه همسرش ساکن شد و به این شرط که به تحصیل پرداخته و پزشک شود، تحت تأمین اقتصادی خانواده همسرش قرار گرفت. ۶ ماه پس از این ازدواج، رخمبائی به سن بلوغ رسید و طبق رسوم هندوئیسم از داماد انتظار می‌رفت تا همسرش را باردار کند. اما ناپدری رخمبائی که پزشک و فرد اصلاح‌طلبی بود، مخالف این رسم، و بارداری زود هنگام بود.
مخالفت ناپدری باعث دلخوری تازه داماد ۲۰ ساله شد. ضمن اینکه مرد جوان برخلاف قول و قرار قبلی تمایلی به ادامه تحصیل نداشت. به خصوص از آنجایی که باید در سنی که مناسب دانشگاه بود، به مدرسه رفته و با نوجوانان همکلاس می‌شد. چند سال بعد رخمبائی ۱۷ ساله بود که مادرش را نیز از دست داد. پس از مرگ مادر، شوهر رخمبائی برخلاف توصیه ناپدری همسرش، تصمیم گرفت به خانواده دایی خود بپیوندد. محیط جدید آزادی بیشتری به داماد داد تا از تعهدهای خود شانه خالی کند. به زودی زندگی بی حساب و کتاب داماد که تا حد زیادی از طریق ثروت و جهیزیه همسرش تأمین می‌شد، به بی‌پولی و بدهکاری منجر شد. در این اوضاع رخمبائی از زندگی در خانه دایی همسرش سر باز زد و این تصمیمش مورد حمایت ناپدریش قرار گرفت. رخمبائی که از قبل، در زمان زندگی مادرش به خواندن کتاب و شرکت در جلسات انجمن اصلاح طلبان علاقه داشت، بار دیگر در خانه ناپدری به مطالعه روی آورد و با قرض کتاب از کتابخانه رایگان، شروع به خواندن درس در خانه کرد.

### پرونده حقوق زناشویی
در ماه مارس سال ۱۸۸۴م، داماد با ارسال اخطاریه ای از طریق وکیل خود، از ناپدری رخمبائی خواست که از مخالفت با بازگشت رخمبائی به خانه شوهر و زندگی با همسرش دست بردارد. اما ناپدری رخمبائی از مخالفت خود دست برنداشت و از تصمیم رخمبائی مبنی بر جدایی از همسر و ادامه تحصیل حمایت کرد. در ادامه این مخالفت، وکیل داماد ناراضی در سال ۱۸۸۵م، پرونده را به دادگاه ارجاع داد. در دور اول دادگاه، ناپدری رخمبائی با استناد بر اینکه رخمبائی در زمان ازدواج کودکی بیش نبوده و حالا نمی‌توان او را برخلاف میلش مجبور به زندگی با شوهرش کرد، در دادگاه پیروز شد. اما شوهر رخمبائی به حکم دادگاه اعتراض کرد و در سال۱۸۸۶م، پرونده بار دیگر در دادگاه تجدید نظر به جریان افتاد.
در این نوبت از دادگاه، پرونده تحت دادرسی، بازتاب گسترده‌ای در محافل اجتماعی و مطبوعات انگلیسی زبان یافت و موجی از اعتراض به ادعای بی حرمتی به فرهنگ بومی به راه افتاد. فشار این اعتراضات به حدی بود که نهایتاً بعد از چندین جلسه و صدور حکم تجدید نظر و تأیید مراجع بالاتر در تاریخ ۴ مارس۱۸۸۷م، بالاترین مقام رسیدگی به پرونده با استناد به تفسیر قوانین هندو به رخمبائی دستور داد به خانه شوهر بازگردد و به وظایف همسری خود عمل کند یا ۶ ماه به زندان خواهد افتاد. در مقابل این حکم رخمبائی اعلام کرد که زندان را به خانه شوهر ترجیح می‌دهد. مخالفت رخمبائی با حکم دادگاه تجدید نظر به بحثهایی که از قبل در جریان بودند دامن زد. گروهی از او و تصمیمش حمایت کرده و سنت‌های هندو را مغایر روح آزادی و اصلاح طلبی قلمداد کردند و در مقابل گروه دیگر سرپیچی رخمبائی از سنتهای هندو و وظایف همسری را نتیجه تعلیم و تربیت بدآموز انگلیسی قلمداد کرده و اعلام کردند که فرهنگ و ارزشهای هندوئیسم در خطر است.

### فسخ نکاحو نامه به ویکتوریا
پس از یک سری پرونده‌های قضایی که منجر به تأیید ازدواج شد، رخمبائی به ملکه ویکتوریا نامه ای نوشت و از وی تقاضای مساعدت کرد:

یکی از بزرگ‌ترین موهبت‌های خداوند در همه جای عالم این است که ما تحت حمایت دولت ملکه عزیزمان ویکتوریا هستیم که در حسن مدیریت شهره ای جهانی دارد. اگر چنین حکومتی نمی‌تواند به ما زنهای هندو یاری رساند، کدام حکومت روی زمین قدرت رهایی دختران هند را از بدبختی‌های کنونی خواهد داشت؟ این پنجاهمین سالگرد جلوس ملکه عزیزمان بر تخت بزرگ‌ترین فرمانروایی عالم، فرصتی است که در هر شهرو هر روستا اهالی جشن گرفته و وفاداری خود به ملکه را به نمایش بگذارند و برای مادرمان ملکه عزیز آرزوی زندگی شاد، عمر و حکومتی طولانی کنند. در یک چنین موقعیت استثنایی، مادر به درخواست صادقانه میلیون‌ها دختر هندی خود گوش خواهد داد و با بیان چند کلمه ساده و ایجاد تغییر در کتاب قانون هندو به دل‌ها شادی خواهد بخشید. چند کلمه ای که ازدواج پیش از ۱۵ سالگی برای دختران و پیش از ۲۰ سالگی برای پسران را در صورت ارجاع پرونده به دادگاه، غیرقانونی تعریف کند. همین چند کلمه کافی است تا مسئولان بر ازدواج کودکان نظارت کنند، بی آنکه این نظارت باعث آزار و خشم توده‌های مردم نادان شود. این جشن بزرگداشت باید بر خاطر زنان هندو نقشی باقی گذارد و هیچ نقشی به اندازه گنجاندن این جمله در کتاب‌های حقوقی ما مورد استقبال قرار نخواهد گرفت. اگر خدا بخواهد کاری است که در یک روز قابل انجام است اما بدون خواست خدا هر تلاشی بیهوده به نظر می‌رسد. تا اینجای کار بانوی عزیز، به صبر شما امید بسته‌ام که عذرخواهی را لازم می‌کند. با بهترین دعا و ارادتی بسیار مانا، رخمبائی

ادعا شده‌است که ملکه ویکتوریا حکم دادگاه را نادیده گرفت و ازدواج را فسخ کرد. با این حال هیچ مدرک مستندی برای حمایت از مداخله مستقیم ملکه ویکتوریا در پرونده ارائه نشده‌است.

در ژوئیه ۱۸۸۸م، توافقی با شوهر رخمبائی حاصل شد و او از ادعای خود در مورد دریافت مبلغ دو هزار روپیه از رخمبائی به عنوان خسارت صرف نظر کرد. هم او سال بعد ازدواجی دیگر کرد و این فرصتی شد برای رخمبائی تا بعدها به پزشکی ماهر و فمینیستی محترم تبدیل شود.

### اثر پرونده بر تعیین حداقل سن رضایت شخصی در قانون
دادرسی و بازتاب پرونده رخمبائی، بحث‌های زیادی هم در هندوستان و هم در بریتانیا به راه انداخت. گزارشگران سرشناسی مانند بال گنگادار تیلاک و نویسندگانی همچون رودیارد کیپلینگ، به نقد کتبی و تجزیه و تحلیل موضوع پرداختند.

در انگلستان نشریات بانوان با حرارت روند دادگاه و پی آمدهای آن را بازتاب می‌دادند. این حجم از فعالیت متمرکز اصلاح طلبان و فمینیست‌ها افکار عمومی را متأثر ساخت و نهایتاً در سال ۱۸۹۱م، طبق قانون جدید، حداقل سن مجاز برای اعلام رضایت شخصی دختران در همه هندوستان تحت نفوذ بریتانیا، از ۱۰ سال به ۱۲ سال افزایش یافت.

### سابقه تحصیلی و شغلی
حمایت از رخمبائی تنها به میدان نظری و سیاسی محدود نمی‌شد. به زودی یک کمیته دفاع از رخمبائی تشکیل شد و در عمل به منظور تأمین مخارج تحصیلش به جمع کمک مالی پرداخت. افراد خیر از هر دو کشور بریتانیا و هندوستان، ضمن تشویق رخمبائی به ادامه مبارزه و تحصیل، مبلغی هم به این صندوق واریز کردند. مبلغ تقدیمی می‌توانست کم یا زیاد باشد. برای مثال در یک مورد، فرد مشخصی به تنهایی ۵۰۰ روپیه به این صندوق تقدیم کرده بود.
به واسطه این کمک‌ها و در چنین زمینه مساعدی، رخمبائی در سال ۱۸۸۹م، به منظور تحصیل در رشته پزشکی عازم انگلستان شد.
پس از طی دوران آموزش پایه در دانشکده پزشکی زنان در لندن و پایان دوره کارآموزی در بیمارستان رایگان سلطنتی در همان شهر، سرانجام در سال ۱۸۹۴م، خانم رخمبائی با دریافت مدرک دکترا در رشته پزشکی فارغ‌التحصیل شد. پیش از رخمبائی تنها دو زن هندی در سال ۱۸۸۶م، موفق به اخذ این مدرک شده بودند، اما در عمل تنها یکی از آنان یعنی خانم آناندی گوپال جوشی به کار طبابت پرداخته بود. به این ترتیب رخمبائی دومین پزشک شاغل زن در تاریخ هندوستان بود.

سال ۱۸۹۵م، رخمبائی به هندوستان بازگشت و در مقام پزشک ارشد، در بیمارستان ویژه زنان در سورت (گجرات) مشغول به کار شد.
سال ۱۹۱۸م، رخمبائی پیشنهاد پیوستن به سازمان خدمات پزشکی زنان برای هند را رد کرد و در عوض مشغول کار در بیمارستان ویژه زنان و کودکان در راجکوت شد و تا زمان بازنشستگی در سال ۱۹۲۹م، در همان شغل باقی ماند. در همین دوره بود که به ابتکار وی، انجمن صلیب سرخ در راجکوت تأسیس شد. پس از بازنشستگی رخمبائی به بمبئی نقل مکان کرد و تا پایان عمر ساکن آنجا بود.

### سالهای واپسین و مرگ
پس از بازنشستگی در سال ۱۹۲۹م، رخمبائی به بمبئی نقل مکان کرد و همان سال کتابچه ای را با عنوان پرده‌نشینی و ضرورت برچیدن آن، منتشر کرد. در این کتابچه وی پرده‌نشینی را یکی از دلایل محرومیت بیوه‌های جوان از مشارکت در امور اجتماعی هندوستان معرفی کرده بود.
خانم رخمبائی تا سال ۱۹۵۵م، در بمبئی زیست و به سن ۹۰ سالگی رسید و سرانجام بر اثر ابتلا به سرطان ریه در همان شهر زندگی را بدرود گفت.

## یادداشت
1. ↑  بیمارستان رایگان سلطنتی (انگلیسی: Royal Free Hospital) در سال ۱۸۲۸م، احداث شده‌است و در حال حاضر به عنوان یک بیمارستان آموزشی در در محله همپستید لندن قرار دارد.[۱۹]